# Neil Sheehy
Neil Kane Sheehy (9 de febrero de 1960) es un jugador profesional de hockey sobre hielo con doble nacionalidad: es estadounidense de origen canadiense. Se crio en International Falls (Minnesota).
Defensa graduado en la Universidad de Harvard, Sheehy fichó como agente libre en 1983 con los Calgary Flames.  Su duro juego defensivo ayudó a llevar a los Flames a su primera participación en la final, en 1986.  También ha jugado con los Hartford Whalers y los Washington Capitals. Es uno de los dos jugadores de la NHL que llevaron el número 0, el otro fue Paul Bibeault. Actualmente es un agente deportivo de éxito de la NHL.
Su hermano mayor es el exmiembro del NHL y del equipo Olímpico de Estados Unidos Timothy Sheehy.